# Odd Eiken
Odd Eiken, född 9 januari 1958, är en svensk företagare, styrelseproffs och tidigare politiker (moderat). Han var riksordförande för Moderat skolungdom 1975–1976. Han är ordförande för stiftelsen Svenska Dagbladet.
Under sin politiska karriär var han statssekreterare till skolminister Beatrice Ask på utbildningsdepartementet i Carl Bildts regering 1991-94 och anses tillsammans med Anders Hultin vara en av arkitekterna bakom friskolereformen 1992. Efter den borgerliga valförlusten 1994 arbetade Odd Eiken ett par år för den marknadsliberala tankesmedjan Timbro och sedan som informationsdirektör på Svenska arbetsgivareföreningen.
Odd Eiken har varit vice VD på den vinstdrivande skolkoncernen Kunskapsskolan och sverigechef på lobbyorganisationen Kreab.
Under sin näringslivskarriär har han bland annat grundat och varit VD för NordicEd, varit kommunikationschef på SEB och vice vd på Skandia Försäkring AB. 
Eiken är utbildad civilekonom vid Handelshögskolan i Stockholm.